# Unicarm
Unicarm este o companie producătoare de mezeluri din Satu Mare, România.
Compania produce carne, mezeluri, conserve, articole de panificație, patiserie, cofetărie, lactate și înghețată.
Unicarm deține și 90 de magazine, în județele Timiș, Satu Mare, Maramureș, Bistrița-Năsăud, Sălaj, Suceava, Bihor, Cluj, Hunedoara, Caraș-Severin, Arad, Alba, Bacău prin care comercializează o parte importantă din producție.
De asemenea, compania are depozite în Timiș, Sibiu, Brașov, Iași, Bacău și București.
În septembrie 2008, compania deținea 25 de supermarketuri în 8 județe. În 2025 compania a ajuns sa dețină supermarketuri în 13 județe
Număr de angajați în 2009: 1.500
Cifra de afaceri:
- 2007: 74,7 milioane euro[2]
- 2006: 54,5 milioane euro[2]

Venit net:
- 2007: 2,6 milioane euro[2]
- 2006: 6,6 milioane euro[2]